# Ronnie Scott's Jazz Club

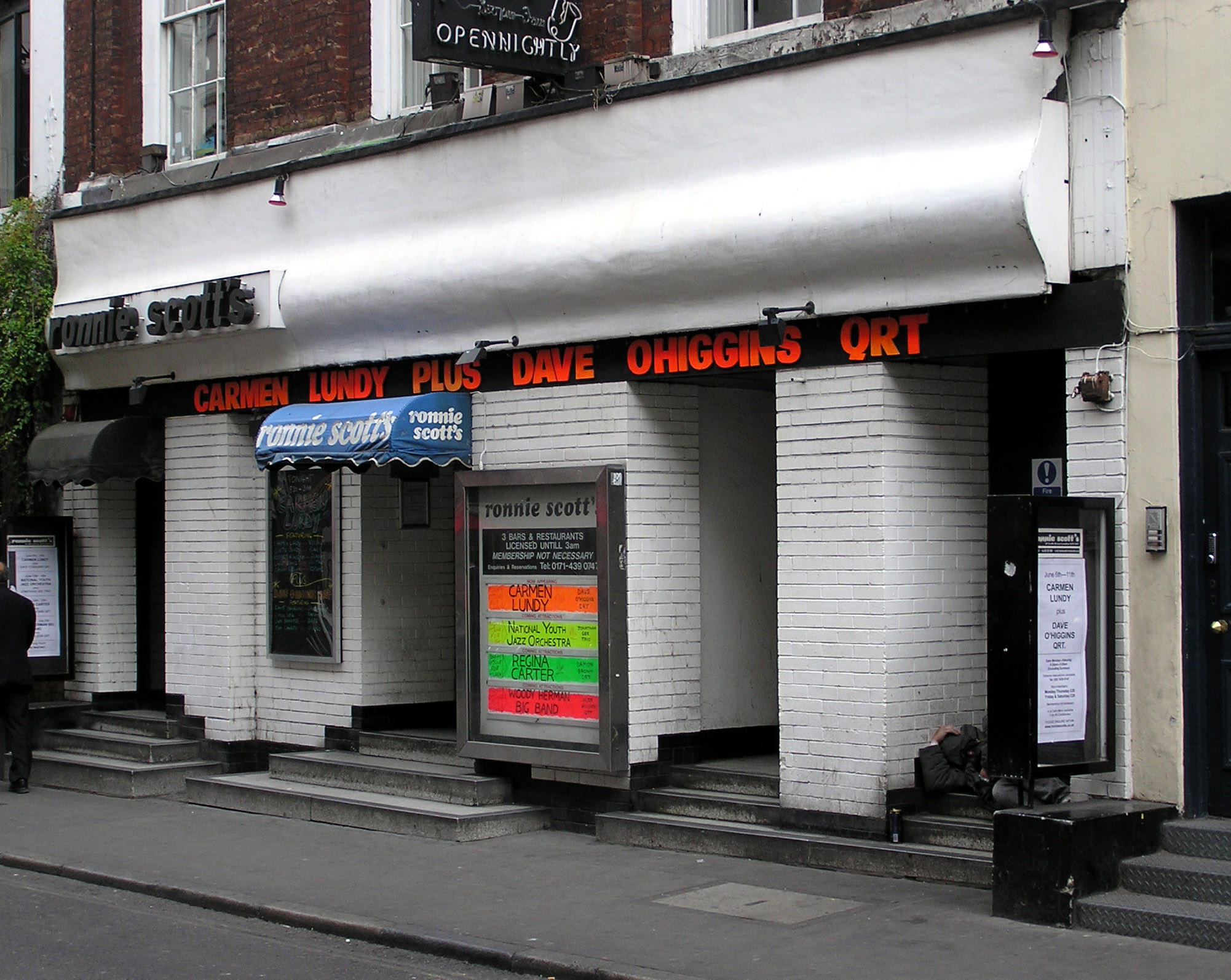
Ronnie Scott's Jazz Club en el 47 Frith Street, Soho, Londres.

Ronnie Scott's Jazz Club, más conocido como Ronnie Scott's, o Ronnie's es un famoso club de jazz situado en el centro de Londres.
Ha habido dos locales nombrados por su propietario, el saxofonista británico Ronnie Scott. El primer club abrió sus puertas el 30 de octubre de 1959 en un sótano en el 39 Gerrard Street en el distrito londinense de Soho. Gestionado directamente por Scott y otro saxofonista, Pete King, en 1965 se trasladaron a un local más grande en el 47 Frith Street. 
Concebido como un local para promover el hard-bop y bebop, muchos de los músicos de más renombre del jazz británico, como Tubby Hayes, Dick Morrissey y sir John Dankworth pasaron por el club, y algunos, como Stan Tracey fueron durante años miembros del house band. El club adquirió un prestigio internacional cuando Zoot Sims se convirtió en la primera estrella de jazz en tocar allí en 1962. Sims fue seguido por otros saxofonistas admirados por los dueños del club, como Johnny Griffin, Lee Konitz, Sonny Rollins, Sonny Stitt, Coleman Hawkins, Ben Webster, Ornette Coleman, y otras leyendas como Miles Davis, Chet Baker, Art Blakey y Airto Moreira, que normalmente tocaban una semana entera allí cada vez que visitaron el Reino Unido.
Tras la muerte de Scott, en 1996, King dirigió el club, hasta venderlo en 2005, aunque sigue funcionando bajo su nombre original.
Asimismo, el nombre del club figura en numerosas grabaciones en directo al ser elegido por numerosos artistas de jazz y de otros géneros para grabar sus conciertos, incluyendo Ben Webster, Sonny Stitt, Wes Montgomery, Blossom Dearie, Kenny Clarke/Francy Boland Big Band, Stan Getz, Buddy Rich, Ella Fitzgerald, Sarah Vaughan, Bill Evans, Art Pepper, Nina Simone, Chet Baker, Chico Freeman, Anita O'Day, Curtis Mayfield, Roy Ayers, Irakere, Van Morrison, Georgie Fame, Pee Wee Ellis, Dream Theater, Shakatak, Arturo Sandoval, Charlie Watts, Maynard Ferguson, Jamie Cullum y Jeff Beck.